# Sabina Pasoń
Sabina Pasoń (ur. 17 września 1958) – malarka intuicyjna, członkini Grupy Janowskiej, którą kierowała w latach 2011–2019. Głównym tematem jej twórczości są obrazy malowane z wyobraźni. Nie stroni też od zadanych tematów, takich jak malowanie martwych natur, portretów, pejzaży oraz osiedla Nikiszowiec. Uprawia malarstwo olejne, akwarelę, rysunek, pisze ikony.

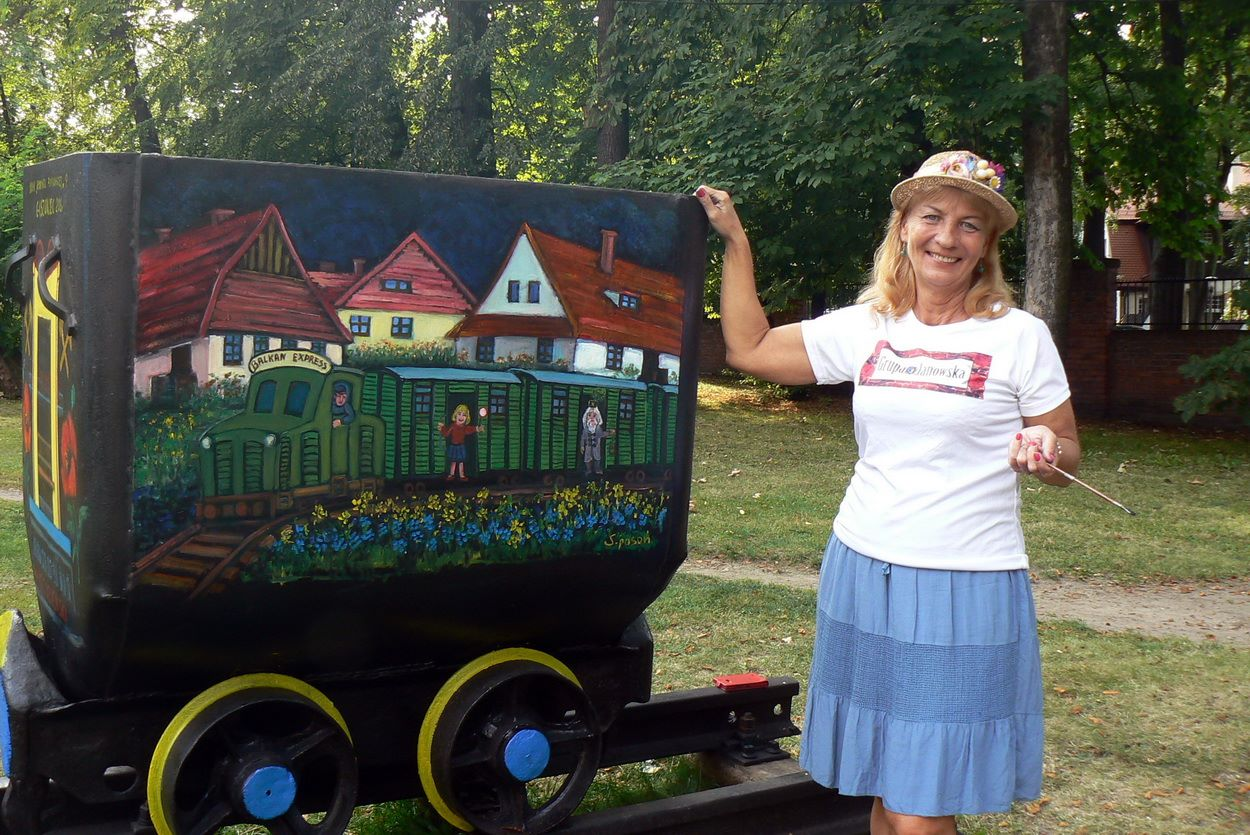
Sabina Pasoń – malowanie wózków w Giszowieckim parku z inicjatywy Rady Jednostki Pomocniczej, Giszowiec

## Życiorys
Sabina Pasoń pochodzi z rodziny górniczej. Jako dziecko malowała i rysowała, w domu, szkole oraz na zajęciach plastycznych dla dzieci w Domu Kultury przy kopalni Wieczorek, gdzie mieściła się pracownia Grupy Janowskiej a na korytarzach często wystawiane były obrazy ówczesnych malarzy grupy.
Działalność Grupy Janowskiej miała ogromne znaczenie dla artystki, która w 2003 roku stała się jej członkiem. Wkrótce wstąpiła do stowarzyszenia Na Pograniczu, a za namową w 2009 roku zaczęła uczęszczać do pracowni mistrza Piotra Naliwajki, aby doskonalić warsztat. Przyjaźń z profesorem Jerzym Handermandrem pozwoliła jej bardziej zgłębić tajniki malarstwa i poznać świat grafiki. Należy także do stowarzyszenia Barwy Śląska i Razem dla Nikiszowca.
Po śmierci Helmuta Matury została wybrana liderką Grupy Janowskiej i funkcję tę pełniła do 2019 roku. W tym okresie była organizatorką i współorganizatorem licznych plenerów malarskich, wystaw a także kolejnych rocznic istnienia Grupy Janowskiej – w tym 66-lecia i 70-lecia. Brała udział w corocznych edycjach międzynarodowej wystawy 'art. Naif festiwal' oraz w aukcjach charytatywnych fundacji wspomagających osoby potrzebujące. Uczestniczyła w wielu plenerach malarskich, wystawach indywidualnych i zbiorowych oraz konkursach plastycznych. Bardzo szybko zauważony był jej talent i zaczęła zdobywać prestiżowe nagrody oraz wyróżnienia. Laureatka wielu konkursów plastycznych m.in. Ogólnopolskiego Konkursu Plastycznego im. Pawła Wróbla, Best Festiwalu, Rudzkiej Jesieni, Świetochłowickiego Przeglądu Sztuki Nieprofesjonalnej w CKŚ. Jej obrazy znajdują się w kolekcjach Muzeum Śląskiego w Katowicach, Muzeum Miejskiego im. Maksymiliana Chroboka w Rudzie Śląskiej, Muzeum Historii Katowic oraz wielu prywatnych kolekcjach w kraju i za granicą.

## Wybrane prace

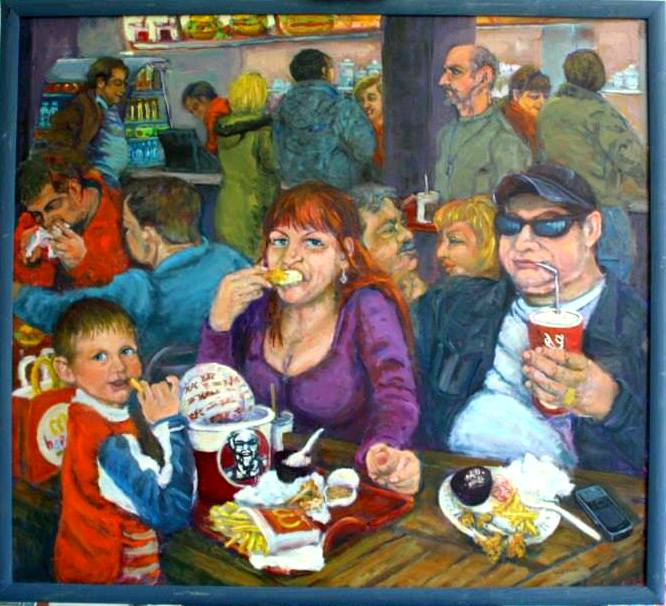
Sabina Pasoń Wielkie żarcie

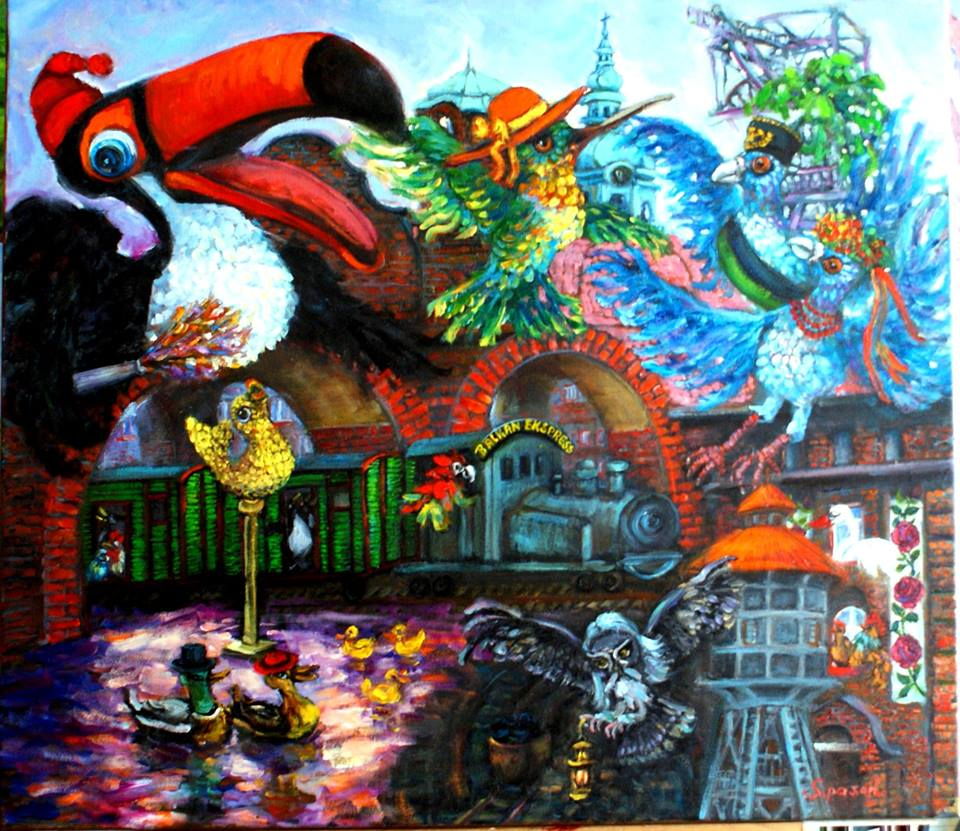
Sabina Pasoń Ale gore na Nikiszu

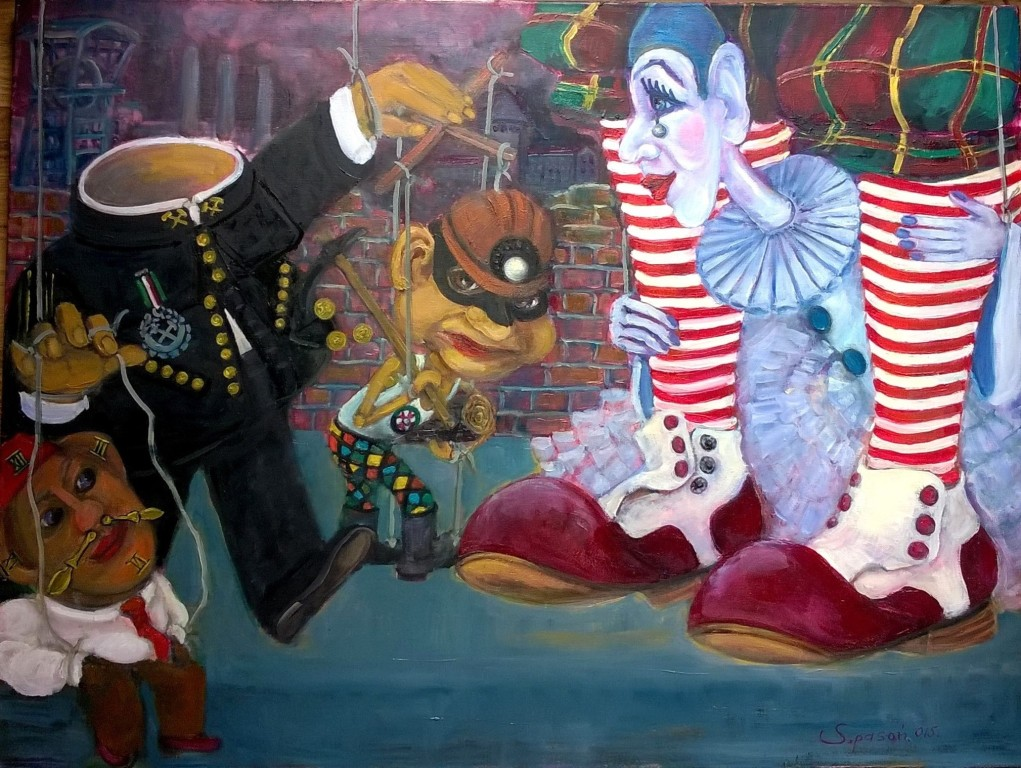
Sabina Pasoń Elwry-komedia dell arte

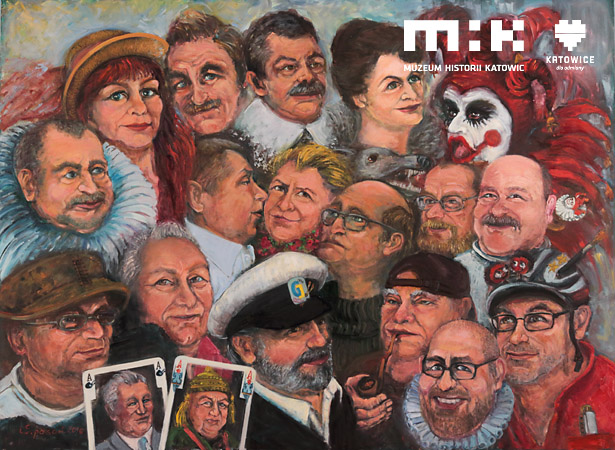
Sabina Pasoń To my historia toczy się dalej...

- Giszowieckie klimaty – olej płótno 60x50 – w kolekcji Muzeum Śląskiego
- Wielkie żarcie - olej płótno 90x80 – w kolekcji Muzeum Śląskiego, II -nagroda na Best festiwal
- Ale gore na Nikiszu - olej płótno 80x60 obraz namalowany na Art.Naif festiwal
- Elwry – komedia del'arte po naszymu - olej płótno 80x60
- To my historia toczy się dalej...

## Nagrody
- Festiwalowy Konkurs Plastyczny bestfestiwal 2010[12]
- Konkurs plastyczny im. Pawła Wróbla[13]
- XLIX Rudzka Jesień[14]
- Świętochłowicki Przegląd Sztuki Nieprofesjonalnej[15]
- Konkurs im. Juliusza Marcisza[16]